# Rapatea undulata
Rapatea undulata är en gräsväxtart som beskrevs av Adolpho Ducke. Rapatea undulata ingår i släktet Rapatea och familjen Rapateaceae. Inga underarter finns listade i Catalogue of Life.